# Bracon nitidulus
Bracon nitidulus är en stekelart som beskrevs av Dalla Torre 1898. Bracon nitidulus ingår i släktet Bracon och familjen bracksteklar. Inga underarter finns listade.